# Stadtpatron

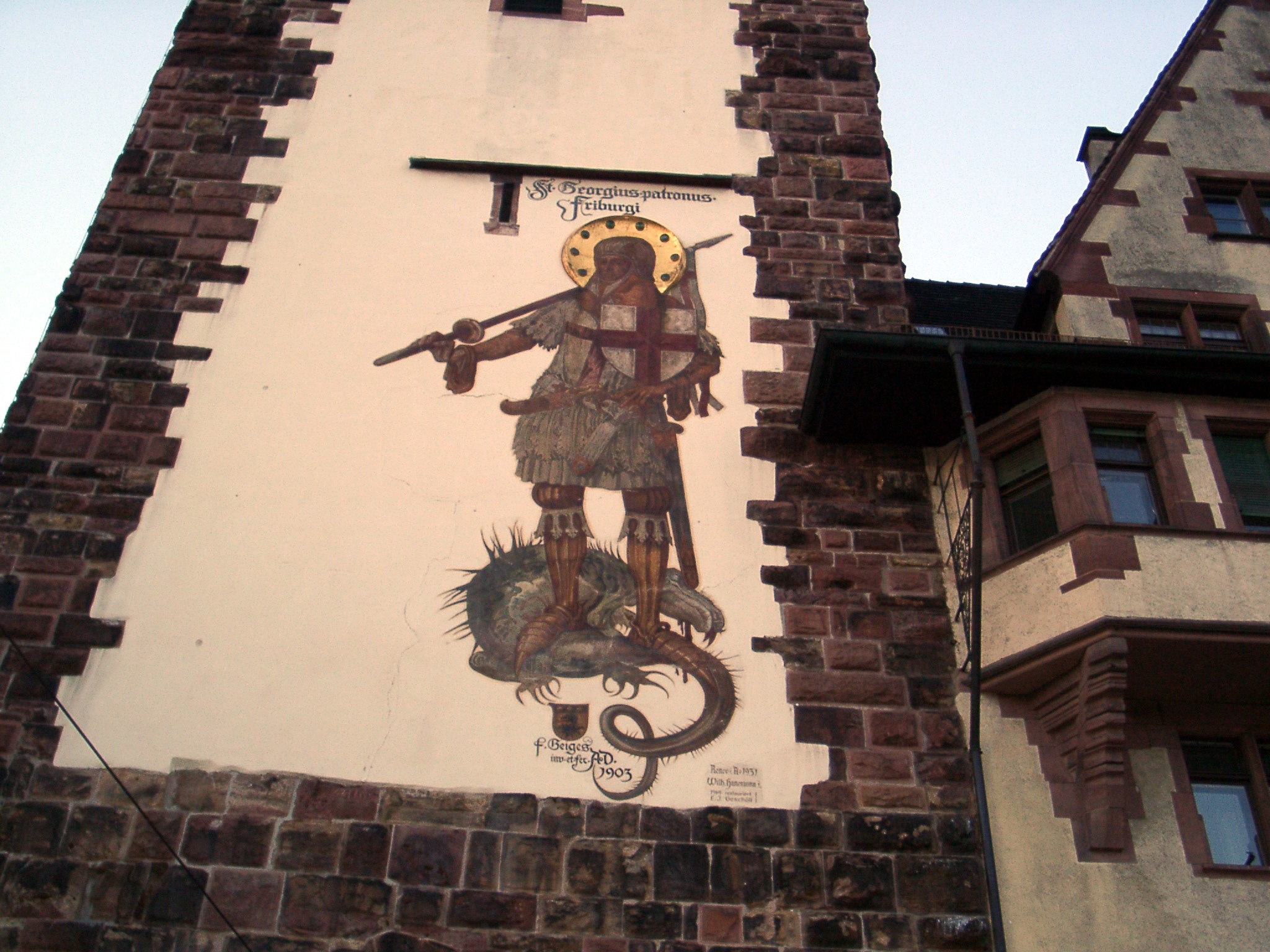
St. Georg gilt als ältester Stadtpatron von Freiburg i.Br. Darstellung am Schwabentor

Als Stadtpatron wird der Schutzpatron einer Stadt bezeichnet.
Zeigt das Stadtsiegel einen Heiligen, so wird dieser manchmal, jedoch nicht regelmäßig als Stadtpatron angesprochen. In einigen Fällen ist der Kirchenpatron gleichzeitig der Stadtpatron. Es kommt aber auch vor, dass die Darstellung des geistlichen Landespatrons im Stadtsiegel (wie im Fall von St. Martin im kurmainzischen Aschaffenburg) ursächlich dafür ist, dass dieser Heilige als Stadtpatron verehrt wird.
Es gibt in Europa zahlreiche Stadtpatrone, die neben dem Kirchenpatron als Schutzheilige der Stadt verehrt werden. Häufig reicht der Kult weit zurück.

## Begriff und Brauchtum

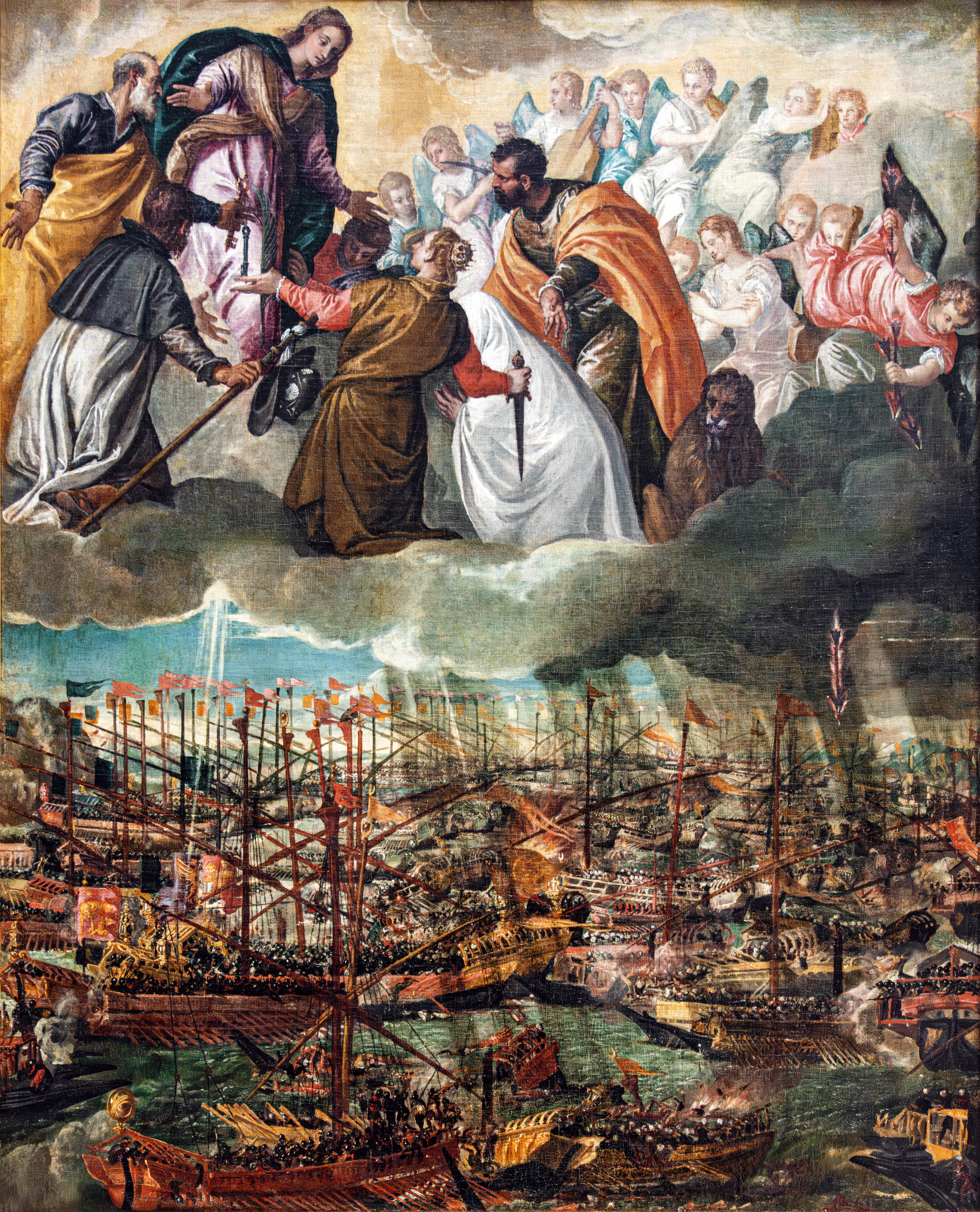
Veronese Der Patron Venedigs, der hl. Markus (r. mit dem Markuslöwen) präsentiert Venezia nach dem Sieg bei Lepanto der Jungfrau Maria. Die venezianischen Galeeren tragen das Markusbanner.

Der in Stadtpatron enthaltene Begriff patronus stammt aus der römischen Rechtssprache; man bezeichnete damit den Schutzherrn eines Klienten. Aus dem gewährten Schutz ergab sich eine Bindung des Klienten an den Schutzherrn. Bereits im 4. Jahrhundert begannen christliche Gemeinden, den Begriff patronus auf christliche Märtyrer zu übertragen und sich unter deren Schutz zu stellen. In der Folgezeit wurde es dann üblich, für eine neu erbaute Kirche einen Heiligen als Schutzpatron auszuwählen und diesen dort besonders zu verehren. Während  die Funktion des Patrons anfangs vor allem darin bestand, sich bei Gott fürbittend für die Gläubigen einzusetzen, wurde sie sehr bald auch auf den Schutz vor irdischen Gefahren ausgedehnt.
Im Mittelalter übertrug man diesen Brauch unter anderem auf Städte. So wählten die Bürger und Stadträte neben dem Kirchenpatron auch einen Stadtpatron, um ihre Stadt unter seinen besonderen Schutz zu stellen. Der Stadtpatron war nicht nur himmlischer Schirmherr, sondern wurde auch als Träger von diesseitigen Eigentums- und Besitzrechten angesehen; er war gleichsam eine überirdische juristische Person.

## Förmliche Erhebung
Bevor es für die Erhebung eines Stadtpatrons ein einheitlich geregeltes Verfahren gab, war für die Auswahl und Erhebung zum Schutzpatron einer Stadt das örtliche Brauchtum maßgebend. Seit 23. März 1630 wurden dann die Bestimmungen der päpstlichen Ritenkongregation im katholischen Raum verbindlich; danach sollte der Stadtpatron von den Einwohnern unter Zustimmung des Bischofs und des Klerus aus dem Kreis der kanonisierten Heiligen förmlich ausgewählt werden.
So wurde  1977  Konrad von Parzham Stadtpatron von Bad Griesbach im Rottal. 2005 wurde die heilige Lioba von Tauberbischofsheim zur Schirmherrin der nordbadischen Stadt erhoben.

## Darstellungen
Der Stadtpatron wurde – von seiner Erhebung bis heute – immer wieder dargestellt, um ihn im Stadtbild vor Augen zu haben. So gibt es in den meisten Städten Skulpturen und Goldschmiedearbeiten, Gemälde und Glasfenster, Holzschnitte und Kupferstiche mit Darstellungen des Stadtpatrons, zum Teil unter Mitwirkung der angesehensten Künstler ihrer Zeit.
Das Bild des Stadtpatrons oder eines seiner Attribute findet sich in der Regel auch im Wappen der Stadt sowie auf städtischen Siegeln, Patronatstalern und Münzen.